# Bohaskaia
Bohaskaia monodontoides
Genre
Espèce
Bohaskaia est un genre éteint de cétacés qui a vécu lors du Pliocène. Ses restes fossiles ont été mis au jour aux États-Unis (Virginie et Caroline du Nord).
Une seule espèce est connue, Bohaskaia monodontoides.

## Publication originale
- (en) Jorge Vélez-Juarbe et Nicholas D. Pyenson, « Bohaskaia monodontoides, a new monodontid (Cetacea, Odontoceti, Delphinoidea) from the Pliocene of the western North Atlantic Ocean », Journal of Vertebrate Paleontology, SVP et Taylor & Francis, vol. 32, no 2,‎ mars 2012, p. 476-484 (ISSN 0272-4634 et 1937-2809, OCLC 238100068, DOI 10.1080/02724634.2012.641705).